# Jorge Horacio Serna
Jorge Horacio Serna Castañeda (Medellín, Antioquia, 27 de octubre de 1979) es un exfutbolista colombiano. Jugaba como delantero. Se retiró en el Fortaleza de Colombia.

## Trayectoria
Debutó a los 20 años en el Itagui FC (equipo que no tiene nada que ver con Águilas Doradas) , después paso al Independiente Medellín, jugando alternativamente. En media temporada del año 2000 convirtió 9 goles. Al año siguiente se ganó la titularidad y convirtió 29 goles para el rojo de la montaña. Esta friolera le sirvió para entrar al cuadro de honor de los goleadores del fútbol rentado colombiano.
Para 2002 contribuyó con 8 goles para que el  Independiente Medellín sea campeón después de 45 años en el fútbol colombiano, realizando una buena tripleta con Camilo Giraldo y Mauricio Molina. Esta fulgurante trayectoria le sirvió para ser el quinto colombiano en jugar en la Serie A con el Como en 2003. Para 2004 regresó al DIM y dio otra vuelta olímpica con los antioqueños (la cuarta en la vida del popular equipo paisa). En ese mismo año fichó para Peñarol, aunque no se acopló al fútbol de los mirasoles y se fue al Colo-Colo de Santiago de Chile. Después de su paso por Chile fue a España, donde jugaría en el Real Jaén. Finalmente regresó a Colombia en 2006 y fue parte de la exitosa campaña del subcampeón Deportes Tolima. 
En 2007 fichó por el Deportivo Quito. También jugó en el Caracas, equipo con el que se consagraría Campeón Nacional de Venezuela. En febrero de 2008 fichó por el club peruano Alianza Lima, prometiendo marcar entre 10 y 15 goles. En julio del mismo año rescindió contrato con el club íntimo sin haber marcado gol alguno. Tras ello fue contratado por el Envigado de su país. Al término de 2009 sale del club antioqueño y pasa a jugar con el Atlético Paranaense de Brasil.
En el primer semestre de 2010 no tuvo continuidad con el Paranaense por lo que regresó al Envigado F. C. en el mes de junio.
En diciembre de 2011 se confirma su regreso al fútbol venezolano, para vestir los colores del Mineros de Guayana.
En el 2013 desciende con el Deportes Quindio.
Ha jugado 457 partidos y ha marcado 181 goles, con un promedio de 0.37 goles por partido. Además, ha jugado en la Selección de fútbol de Colombia.
En 2015 asciende con el Fortaleza en la Primera B 2015

## Selección Colombia

### Goles internacionales
| # | Fecha      | Lugar                               | Rival     | Gol | Resultado | Competición            |
| - | ---------- | ----------------------------------- | --------- | --- | --------- | ---------------------- |
| 1 | 28-02-2001 | Estadio El Campín, Bogotá, Colombia | Australia | 1-0 | 3-2       | Amistoso internacional |

## Clubes
| Club                   | País                | Año                 | Partidos | Goles |
| ---------------------- | ------------------- | ------------------- | -------- | ----- |
| Itagüí                 | Colombia            | 1999                | 29       | 18    |
| Independiente Medellín | Colombia            | 2000-2003           | 103      | 46    |
| Como                   | Italia              | 2003                | 1        | 0     |
| Independiente Medellín | Colombia            | 2004                | 66       | 19    |
| Peñarol                | Uruguay             | 2004-2005           | 14       | 4     |
| Colo-Colo              | Chile               | 2005                | 13       | 1     |
| Real Jaén              | España              | 2006                | 17       | 21    |
| Independiente Medellín | Colombia            | 2006                | 13       | 1     |
| Caracas                | Venezuela           | 2006                | 18       | 19    |
| Deportes Tolima        | Colombia            | 2007                | 13       | 3     |
| Independiente Medellín | Colombia            | 2007                | 6        | 1     |
| Alianza Lima           | Perú                | 2008                | 11       | 0     |
| Envigado               | Colombia            | 2008-2009           | 49       | 22    |
| Athletico Paranaense   | Brasil              | 2010                | 1        | 0     |
| Envigado               | Colombia            | 2010-2011           | 36       | 11    |
| Mineros de Guayana     | Venezuela           | 2012                | 15       | 4     |
| Atlético Huila         | Colombia            | 2012                | 10       | 3     |
| Deportes Quindío       | Colombia            | 2013                | 10       | 0     |
| Deportivo Malacateco   | Guatemala           | 2014                | 15       | 2     |
| Fortaleza              | Colombia            | 2015                | 12       | 5     |
| Total en su carrera    | Total en su carrera | Total en su carrera | 462      | 181   |

## Palmarés

### Campeonatos nacionales
| Título              | Club                   | País     | Año  |
| ------------------- | ---------------------- | -------- | ---- |
| Torneo Finalización | Independiente Medellín | Colombia | 2002 |
| Torneo Apertura     | Independiente Medellín | Colombia | 2004 |

### Distinciones individuales
| Distinción                                    | Año  |
| --------------------------------------------- | ---- |
| Goleador del Campeonato colombiano (29 goles) | 2001 |